# Exposición Iberoamericana de Sevilla (1929)
La Exposición Iberoamericana tuvo lugar en la ciudad española de Sevilla. Fue inaugurada el 9 de mayo de 1929 y fue clausurada el 21 de junio de 1930. Se realizó para dar muestra del hermanamiento entre España, Hispanoamérica, Estados Unidos, Portugal y Brasil. 
La muestra coincidió en el tiempo con la Exposición Internacional de Barcelona de 1929. Las dos se consideraron la Exposición General Española.

## Antecedentes
El primer teniente de alcalde Cristóbal Vidal Salcedo organizó la Exposición de Productos Sevillanos e Industrias Agrícolas, Vinícolas y Mineras en los jardines del teatro Eslava del 25 de abril al 5 de junio de 1905. La prensa local acordó premiar al mejor productor del certamen con un artículo sobre su figura y sus productos. El ganador de dicha mención fue Luis Rodríguez Caso, director de la fábrica de vidrio La Trinidad.
Rodríguez Caso era un personaje reconocido en la época por sus labores de militar, profesor de la Academia Politécnica Sevillana y director de industrias. A partir de 1908 Rodríguez Caso fue el principal organizador de un festival de artistas con trajes y música típica de las distintas regiones del país. La fiesta se llamó España en Sevilla y consistó en diversos actos entre el 22 de abril y el 3 de mayo de 1909. El acto principal fue un homenaje a la bandera en la plaza de toros de la Maestranza el 30 de abril. El 25 de junio de 1909 propuso a algunas autoridades locales la realización de una exposición ultramarina.
El alcalde Joaquín de Haro Conradi, el diputado y jefe del Partido Liberal Pedro Rodríguez de la Borbolla y el diputado Estanislao D'Angelo apoyaron el proyecto. Posteriormente, se sumaron al apoyo otros políticos y personalidades locales. El 20 de febrero de 1920 las personalidades locales vinculadas al proyecto conformaron la Comisión Gestora, que empezó a estudiar detalles como la financiación y el precio de las entradas. Aprovechando las visitas del presidente del Gobierno José Canalejas a la ciudad, los miembros de la comisión se reunieron con él el 21 de febrero y el 13 de marzo de 1910 para proponerle la realización del certamen.

## El Comité Ejecutivo y los preparativos de la muestra

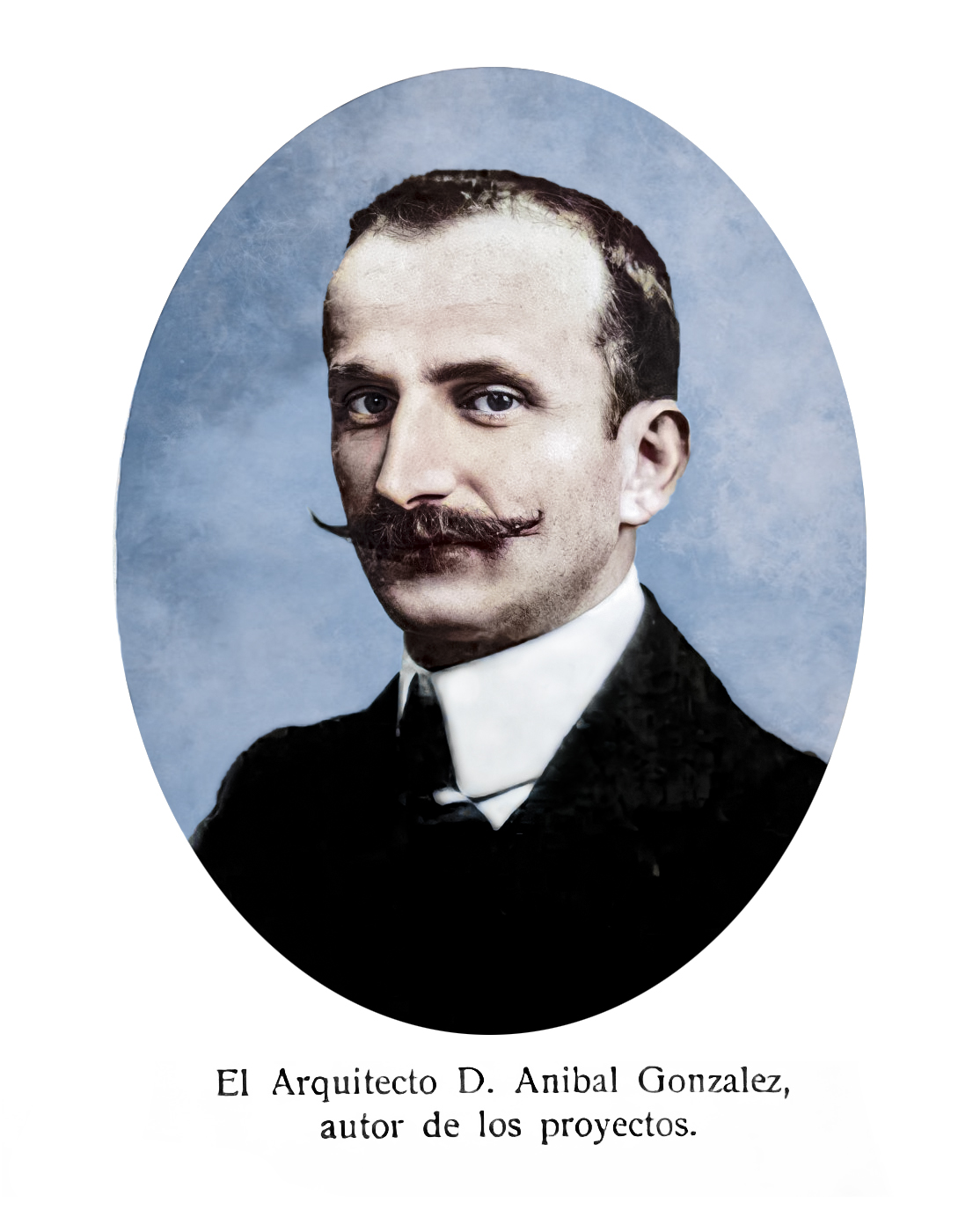
Aníbal González, arquitecto director desde 1911 a 1927.

El 15 de mayo Adolfo Vasseur Carrier planteó que la estructura de la Comisión Gestora no era eficiente para el objetivo a conseguir y que debería crearse un Comité Ejecutivo de pocas personas que dirigiesen una serie de comisiones. La idea fue acogida por la Comisión, y el Comité Ejecutivo se organizó el 17 de octubre de 1910. Para la dirección del Comité Ejecutivo se escogió a: Pedro Fernández Palacios, para hacienda; Fernando Barón y Martínez de Agulló (conde de Colombí), para fiesta y turismo; Nicolás Luca de Tena, para trabajos mercantiles; José Gestoso y Pérez, para proyectos; y Gonzalo Bilbao Martínez, para instalaciones artísticas. El Ayuntamiento incluyó a dos concejales: José Benjumea Zayas, para propaganda; y José Galán Rodríguez, para alojamientos e información. La Diputación Provincial también aportó dos miembros: Manuel Hoyuela Gómez (Presidente de la Diputación), para congresos; y Federico de Amores y Ayala (conde de Urbina), para régimen interior. La primera reunión del Comité Ejecutivo tuvo lugar el 9 de noviembre de 1910. Por Real Orden del Ministerio de Fomento del 22 de enero de 1912 se incorporaron Luis Moliní Uribarri, ingeniero del puerto; Benigno de la Vega-Inclán, marqués de Vega-Inclán; Andrés Parladé y Heredia, embajador de España en Washington; y Pablo Soler, embajador de España en Buenos Aires. En marzo de 1912 dimitieron Gonzalo Bilbao y Fernández Palacios. Andrés Parladé Heredia quedaría a cargo de las artes decorativas y la hacienda caería también en manos de José Benjumea Zayas.
En diciembre de 1911 las Cortes aprobaron una subvención de 3 millones de pesetas a pagar en anualidades a partir de 1913.

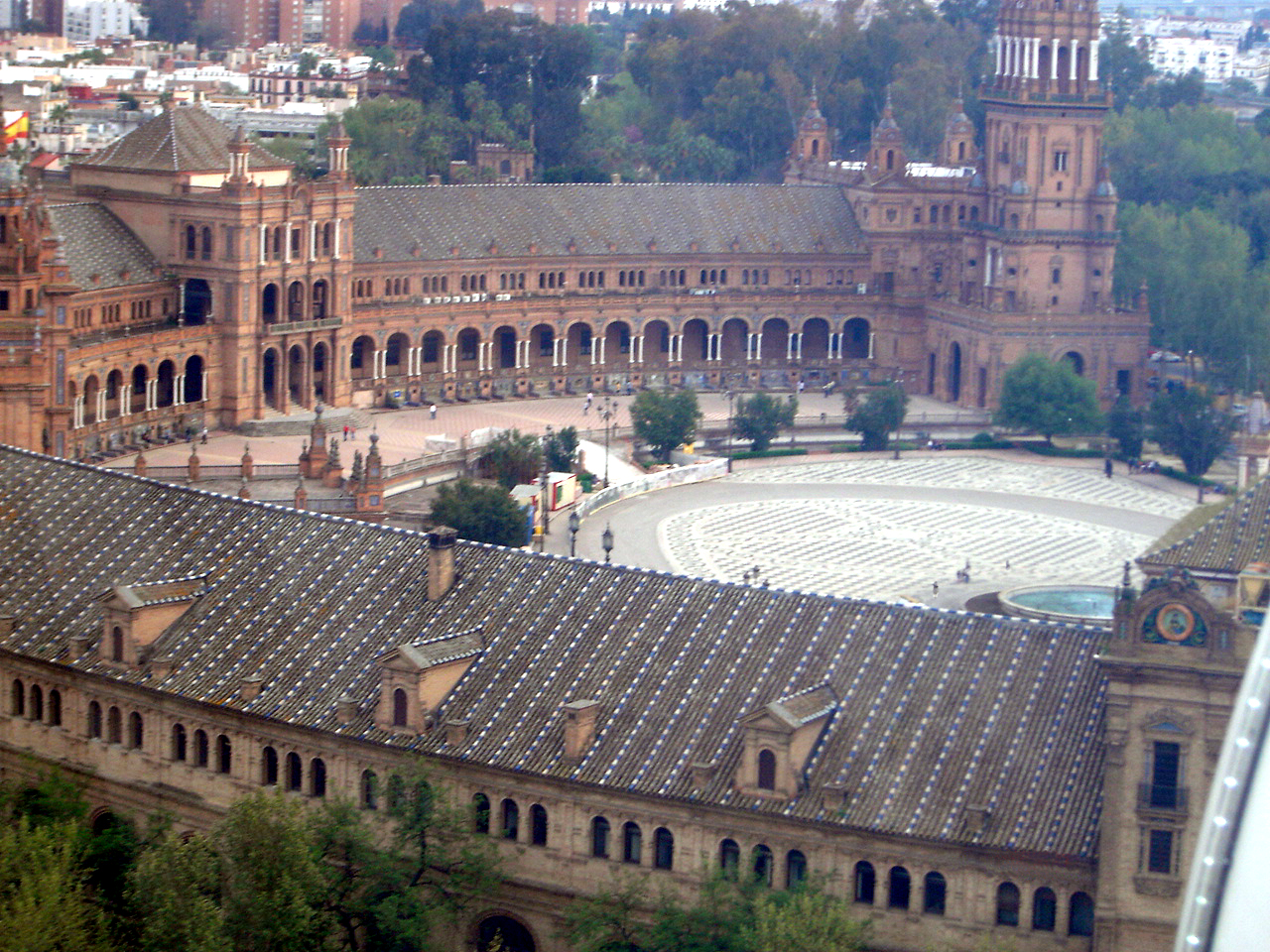
Plaza de España. El edificio principal de la exposición.

En su momento la Comisión Gestora eligió colocar la exposición en la zona de los jardines del palacio de San Telmo (entonces propiedad del arzobispado), el parque de María Luisa (en jardines donados por la infanta María Luisa Fernanda de Borbón en 1893), el paseo de las Delicias, el Huerto de la Mariana y el Naranjal. Posteriormente se propuso llevarla a la zona de avenida de la Palmera, aunque en 1910 tuvo lugar un desbordamiento del río que anegó la Palmera y el Prado de San Sebastián, y se descartó esa opción. Tras esto, el marqués de Nervión ofreció los terrenos del cortijo del Maestrescuela, al sureste de la ciudad y a mayor altitud. Una posibilidad posterior fue Tablada. Finalmente, se optó por mantener la primera opción.
Para mejorar el parque, el Comité Ejecutivo recurrió al paisajista francés Jean-Claude Nicolas Forestier. El proyecto de Forestier se aceptó el 18 de julio de 1911 y los trabajos comenzaron ese mismo agosto.
En octubre de 1910 el Comité Ejecutivo convocó un concurso para elegir un arquitecto que se encargara de las obras de la exposición. El Comité editó un mapa con la zona del recinto, en la cual se señalaban las masas de arbolado que, según Forestier, era preciso respetar. Para la elaboración de este mapa el Comité contó con la colaboración de Vicente Rodríguez Martín, quien fue el arquitecto director de la Exposición Regional Valenciana de 1909. Se presentaron el logroñés Fermín Álamo, el catalán Narciso Mundet Farreras y el sevillano Aníbal González. El 26 de septiembre de 1911 eligieron el proyecto de González, que dividía el espacio en cinco zonas: pabellones de Bellas Artes y Artes Decorativas, pabellones de los estados americanos, pabellones de regiones españolas, pabellones sevillanos y un parque de atracciones. En mayo de 1912 el propio Aníbal González planteó algunos retoques a su proyecto. Hizo que la avenida de la Raza fuese paralela al Guadalquivir y trasladó el pabellón Real al Huerto de la Mariana, donde estaban ya planificados otros dos pabellones. Los terrenos del Huerto de la Mariana pasarían a ser la Plaza de América.
El catedrátrico de Historia Universal de la Universidad de Sevilla, Feliciano Candau, publicó varios artículos lamentándose de que no se hubiera contado con la universidad para el Comité Ejecutivo. En febrero de 1912 publicó otro artículo diciendo que el palacio de San Telmo tenía que transformarse en un "palacio de la cultura" para el certamen. Como sus aportaciones no eran escuchadas empezó a publicar artículos en contra del Comité Ejecutivo. Cuando Candau supo que el pabellón de Bellas Artes de la exposición iba a ser, después de la muestra, un museo, publicó otro artículo en contra, alegando que aquello sería llevar las colecciones artísticas de la ciudad a "un despoblado a dos quilómetros de la ciudad".
El 26 de diciembre de 1911 se celebró en Barcelona una Asamblea de Sociedades Americanistas, donde Germán Latorre, catedrático de Filosofía y Letras de la Universidad de Sevilla, propuso la creación de una universidad o centro de estudios hispano-americanos con Sede en Sevilla. En dicha asamblea se propuso que Barcelona acogiese una Exposición Iberoamericana a la mayor brevedad, sin tener presente el proyecto sevillano. En previsión de que nadie disputase las inversiones, en el acuerdo con el Gobierno español realizado por la Comisión sevillana se acordó que el Estado no financiaría ninguna otra muestra entre 1910 y 1914, con excepción de la Exposición de Bilbao, que había sido acordada con anterioridad. La Exposición de Bilbao sería de Industria, Arte y Comercio. Iba a contar con participación iberoamericana. Estaba proyectada para 1912.
Al igual que ocurrió a finales de 1910, en febrero de 1912 volvió a haber un desbordamiento del río y todos los terrenos destinados a la exposición se inundaron.
El Comité parecía optimista con respecto a la celebración de la muestra en 1914. Gonzalo Bilbao consideró esto irrealizable por la escasez de miembros del comité y la ausencia de algunas personalidades de la Comisión Gestora, como Rodríguez Caso, por lo que dimitió en marzo de 1912. En julio de 1912 parecía evidente que no daría tiempo a terminar las obras para 1914 y el 21 diciembre el Gobierno cambió la fecha de la muestra a 1916. Posteriormente, se iría atrasando sucesivamente a 1921, 1923 y 1924.
La ciudadanía apoyaba mayoritariamente la celebración de la muestra. El 14 de marzo de 1909 hubo una manifestación de 30 000 personas en apoyo a la exposición. No obstante, en el verano de 1910 la opinión pública ya consideraba que el asunto de la exposición no se llevaba con la suficiente agilidad y que había demasiadas diferencias de criterio entre los organizadores. En 1912 la desafección ciudadana sobre la organización del evento se centró en criticar al Comité Ejecutivo, que acabó bastante desprestigiado. Algunos medios de comunicación locales pidieron la dimisión de sus miembros. En ese contexto, el alcalde Antonio Halcón y Vinent declaró a la prensa que la exposición sí estaba ultimada pero que hacía falta más dinero. El 2 de junio de 1912 se organizó un mitin "pro-exposición" en el teatro Eslava, cuyo fin fue pedir la dimisión de los miembros del Comité Ejecutivo. El director de este acto fue Adolfo Vasseur Carrier y también asistió el concejal Martínez Barrios. El mitin fue un fracaso de asistencia, ya que solo se llenaron las tres filas centrales de asientos.

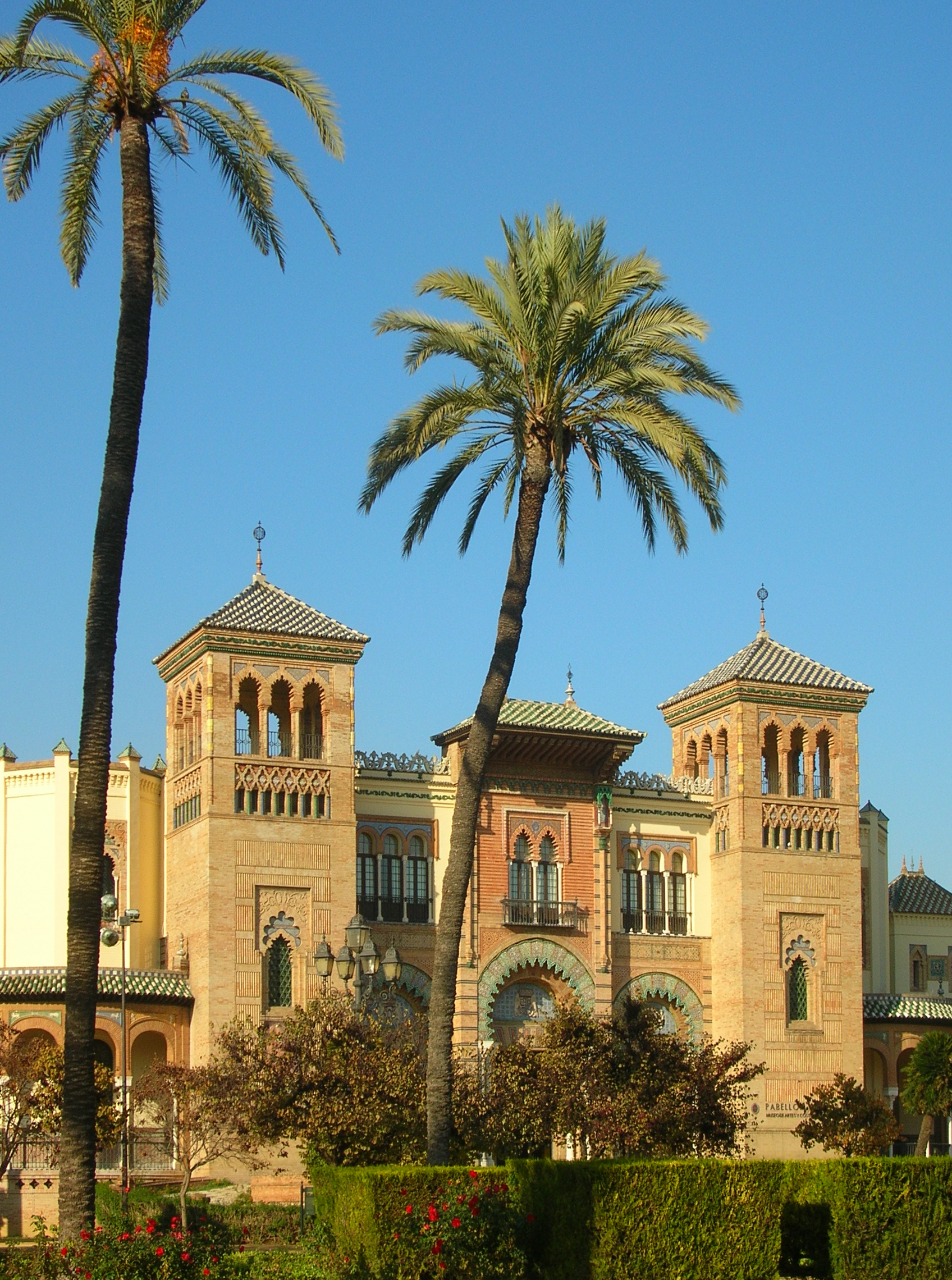
El pabellón de Industrias y Artes Decorativas pasó a ser conocido como el pabellón Mudéjar, por su estilo arquitectónico. En la actualidad es el Museo de Artes y Costumbres.

Pedro Fernández Palacios fue el tercer contribuyente (40 000 ptas) del proyecto, por detrás del Ayuntamiento (1 000 000 ptas) y de la Diputación (600 000 ptas). Después de él, el siguiente contribuyente fue la Real Maestranza de Caballería (20 000 ptas). El 11 de junio de 1912 Pedro Fernández Palacios escribió una carta al alcalde diciendo que él estaría dispuesto a financiar las obras del pabellón de Bellas Artes. Días después adjudicaron las obras del pabellón de Bellas Artes, a Fernández Palacios, y del pabellón de Industrias y Artes Decorativas, a José Bernedo. El 5 de julio de 1913 se adjudicó la edificación del pabellón Real a Rank Hermanos.

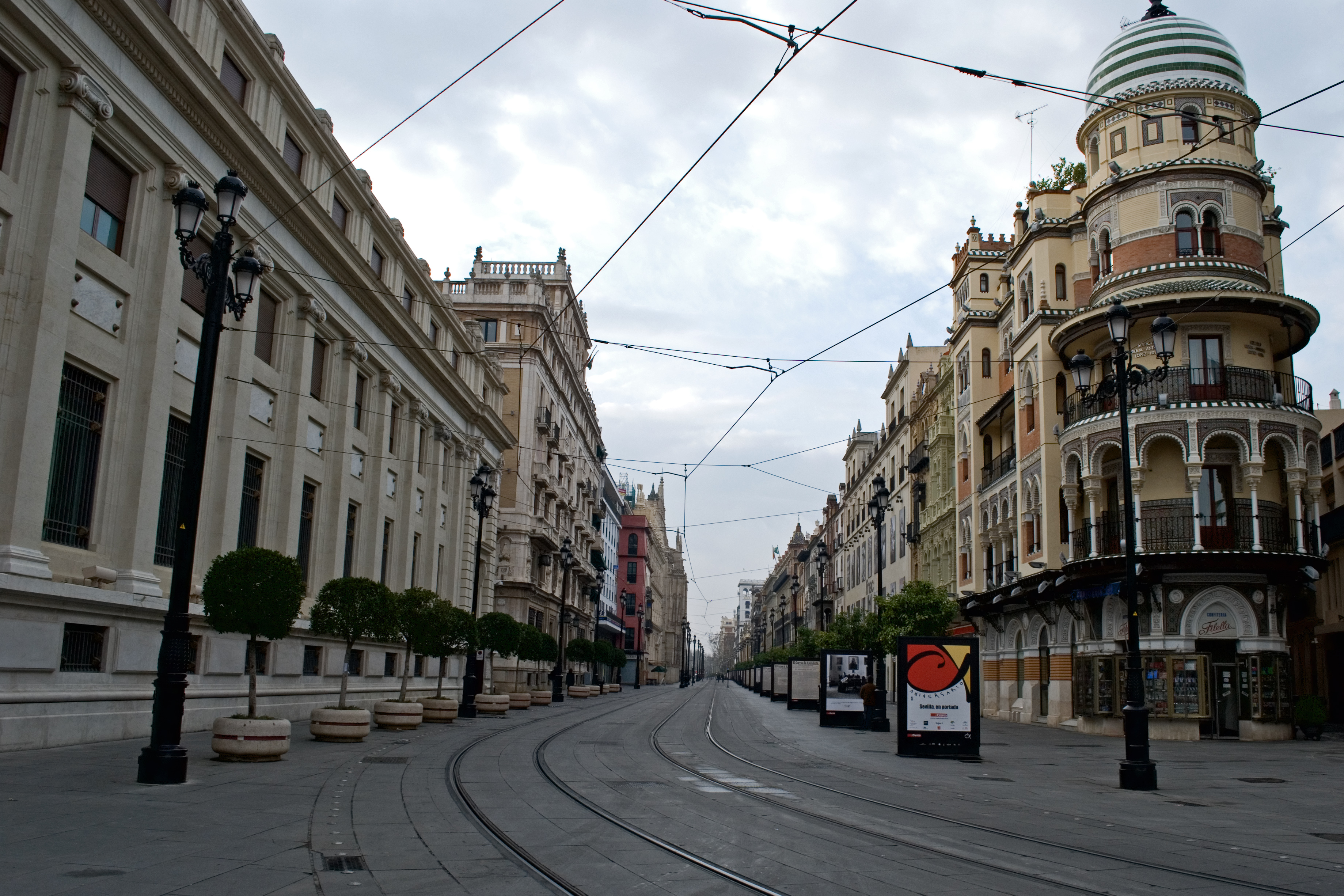
Perspectiva norte de la avenida de la Constitución, fruto de un ensanche donde se encontraba la antigua calle Génova.

Antonio Halcón y Vinent abandonó la alcaldía el 19 de noviembre de 1913. En febrero de 1914 se nombró a un nuevo Comité Ejecutivo, con Rodríguez Caso como Comisario General, subdividido en cinco comisiones.
En julio de 1916 se eligió el proyecto de José Espiau para la realización del Gran Hotel Alfonso XIII. La construcción de este hotel terminó en 1928. En 1919 el binomio Ayuntamiento-Comité negoció un préstamo con un banco de Madrid y pidió otra subvención al Estado.
En 1917 se acordó la realización de un edificio que fuese palacio de las Ciencias y las Letras. Este edificio, una vez concluida la muestra, sería donado a la Universidad de Sevilla. En esta línea Aníbal González diseñó un pequeño campus universitario de estilo neoclásico en los jardines del palacio de San Telmo. En 1923 se acordó que este centro fuese una universidad hispanoamericana, aunque el proyecto no se llegó a realizar.
Federico de Amores y Ayala, conde de Urbina, fue nombrado Comisario Regio en 1920. Así mismo, ingresaron en el Comité nuevos miembros relacionados con el Gobierno: Eduardo Dato, Santiago Alba, Carlos Cañal y el marqués de Casa Mendaro. El conde de Urbina dimitió el 13 de septiembre de 1922. El 22 de octubre de 1922 fue nombrado Comisario Regio el conde de Colombí. Este mismo año se incorporó a la muestra Portugal y el 9 de noviembre la muestra cambió de nombre de Exposición Hispano-Americana a Ibero-Americana. El conde de Colombí dimitió el 16 de diciembre de 1925. El 21 de diciembre de 1925 fue nombrado Comisario Regio José Cruz-Conde. En marzo de 1926 se incorporó Brasil. 
Cruz-Conde pensó que el ritmo constructivo que llevaba González en la Plaza de España era excesivamente lento y que, de seguir así, no daría tiempo a edificar varios pabellones extranjeros, el casino, el arco conmemorativo y la Universidad Hispano-Americana. Además se redujo el repuesto, por lo que algunas obras de González no se llegaron a realizar nunca. González estaba en desacuerdo con Cruz-Conde en diversos aspectos y dimitió en el verano de 1926. Le sustituyó Vicente Traver que, además de algunas pequeñas obras, realizó el casino y el teatro del recinto de la muestra, que en la actualidad es el teatro Lope de Vega. El 1 de noviembre de 1928 desapareció el cargo de Comisario Regio y Cruz-Conde pasó a ser Director de la misma.
En este plazo de tiempo de preparación de la muestra, tendrían lugar otros eventos relevantes en la ciudad: el VII Congreso Nacional de Arquitectos (1917), el IV Centenario del Descubrimiento del Estrecho de Magallanes (1919) y el II Congreso de Historia y Geografía Hispanoamericanas (1919-1920).

## Participación de Alfonso XIII
El rey Alfonso XIII se había mostrado a favor de la realización de la corta de Tablada y había acudido al comienzo de las obras el 25 de marzo de 1909.
El primer contacto de la Comisión Gestora con el presidente del Gobierno José Canalejas tuvo lugar el 21 de febrero de 1909. Posteriormente, el 12 de marzo, cuando Canalejas fue abordado por miembros de la Comisión Gestora sobre el asunto de la exposición dijo que lo mejor que podría hacerle la petición en Madrid. No obstante, aseguró que trataría el asunto en el Consejo de Ministros. Los miembros de la Comisión le pidieron una reunión con el rey Alfonso XIII, a lo que él contestó:

La visita del rey es una coacción que desean ustedes hacer al gobierno; el rey se me ha hecho muy sevillano y la reina está más entusiasmada aún de Sevilla, y uno y otro todo lo quieren para esta población.

Cuando el alcalde, Antonio Halcón y Vinent, anunció que el rey recibiría a los sevillanos el 14 de marzo de 1909, se organizó una manifestación para apoyar la exposición en presencia del monarca, a la que acudieron unas 30 000 personas. El encuentro tuvo lugar con el alcalde y miembros de la Comisión en el Alcázar. En dicho encuentro el monarca dijo que Sevilla era, por su historia, la ciudad más apropiada para albergar un evento de ese tipo. Posteriormente, salió al balcón del patio de la Montería, donde fue recibido con vítores por los vecinos que ahí se concentraban. El día de la visita del monarca se cerraron los centros de trabajo y estudios, como si fuese un día festivo.
En junio de 1912 Alfonso XIII consiguió la participación de los Estados Unidos en la exposición sevillana.
En la década de 1920 se transformó el cauce del Guadalquivir a su paso por la ciudad en una dársena, que fue bautizada con el nombre del monarca. El 5 de abril de 1926 el rey acudió a la inauguración de la obra en el crucero Buenos Aires, en el cual regresaban los triupulantes del Plus Ultra.
El 7 de abril de 1926 realizó un emotivo discurso en la Plaza de América sobre la necesidad de apoyar también la exposición sevillana, junto con la Exposición Internacional de Barcelona, y habló de la ciudad hispalense como capital económica del sur de España.
El 22 de octubre de 1926, tras el banquete dado en el Congreso Iberoamericano de Aeronáutica en Madrid, le dijo a José Cruz-Conde Fustegueras:

Yo quiero mucho a Sevilla y, cuanto esté en mi mano, lo haré en obsequio de esa bella ciudad.

Durante la segunda mitad de los años 20 realizó sucesivos viajes a Sevilla para evaluar presencialmente los avances de la Exposición y realizar importantes sugerencias, atreviéndose incluso a realizar alguna broma a su llegada al Gran Hotel Alfonso XIII de Sevilla el 6 de diciembre de 1928:

Esto va bien... mucho más adelantado de lo que yo creía. Hasta ahora lo que está más retrasado son las obras del Alcázar... y es que las cosas de palacio van despacio.

Por su compromiso con la ciudad y con su exposición, un miembro del Comité Ejecutivo, José Santigosa, le dijo que era el "monarca más sevillano que había existido", a lo que Alfonso XIII respondió:

Ya han existido otros reyes muy amantes de Sevilla. Yo procuraré hacer por Sevilla todo lo que pueda.

En total, entre 1909 y 1930 realizó 32 visitas a Sevilla.

## Urbanismo
En 1914 se lleva a cabo la apertura del parque de María Luisa y los ensanches en la calle Génova (actual avenida de la Constitución) y la Campana.
En 1915 el conde de Colombí, en nombre del Comité, presentó el documento Sevilla ante la Exposición Hispano-Americana. Las reformas de la ciudad y sus tres factores esenciales. En él se argumentaba que las obras de la exposición no deberían limitarse al recinto, sino que deberían de extenderse para lograr una transformación urbanística. Para ello, había que acometer obras desde la calle de la Campana hasta la plaza Puerta de Jerez, entroncando así la Sevilla histórica con el recinto de la muestra.
En 1921 se quitó una estructura metálica conocida como la Pasarela, entre la calle San Fernando y la avenida de Menéndez Pelayo. En 1926 se inauguró un puente de hierro, el puente de Alfonso XIII, que fue retirado en 1992 y llevado a un terreno de las instalaciones del puerto.
Para el ensanche de la zona de la calle Santo Tomás y la Puerta de Jerez fue necesario derribar un seminario y el antiguo convento de Santo Tomás, que entonces era sede del Gobierno Militar. Fue el propio general Miguel Primo de Rivera quien, en su visita a la ciudad en enero de 1927, inauguró el comienzo de estas obras.
También se realizó un ensanche en la calle Mateos Gago del barrio Santa Cruz y otro en la calle Santa Catalina. También se realizó un ensanche en la calle San Jacinto del barrio de Triana. Todas estas obras urbanísticas costaron unos 6 millones de pesetas. La pavimentación de 280.000 metros cuadrados, la renovación del alcantarillado y otras tareas costaron unos 24 millones de pesetas.

## Precios
Lo recaudado con la venta de entradas fue de 1.623.951 pesetas y con la venta de abonos 126.851 pesetas. Los precios eran los siguientes:
Entrada: 2 pesetas.

Entrada jueves, sábados a partir de las 21h y domingos: 2 reales.

Pase de temporada permanente: 200 pesetas.

Abono de 25 entradas: 25 pesetas.

Autos: peaje de 3 pesetas.

## Participantes

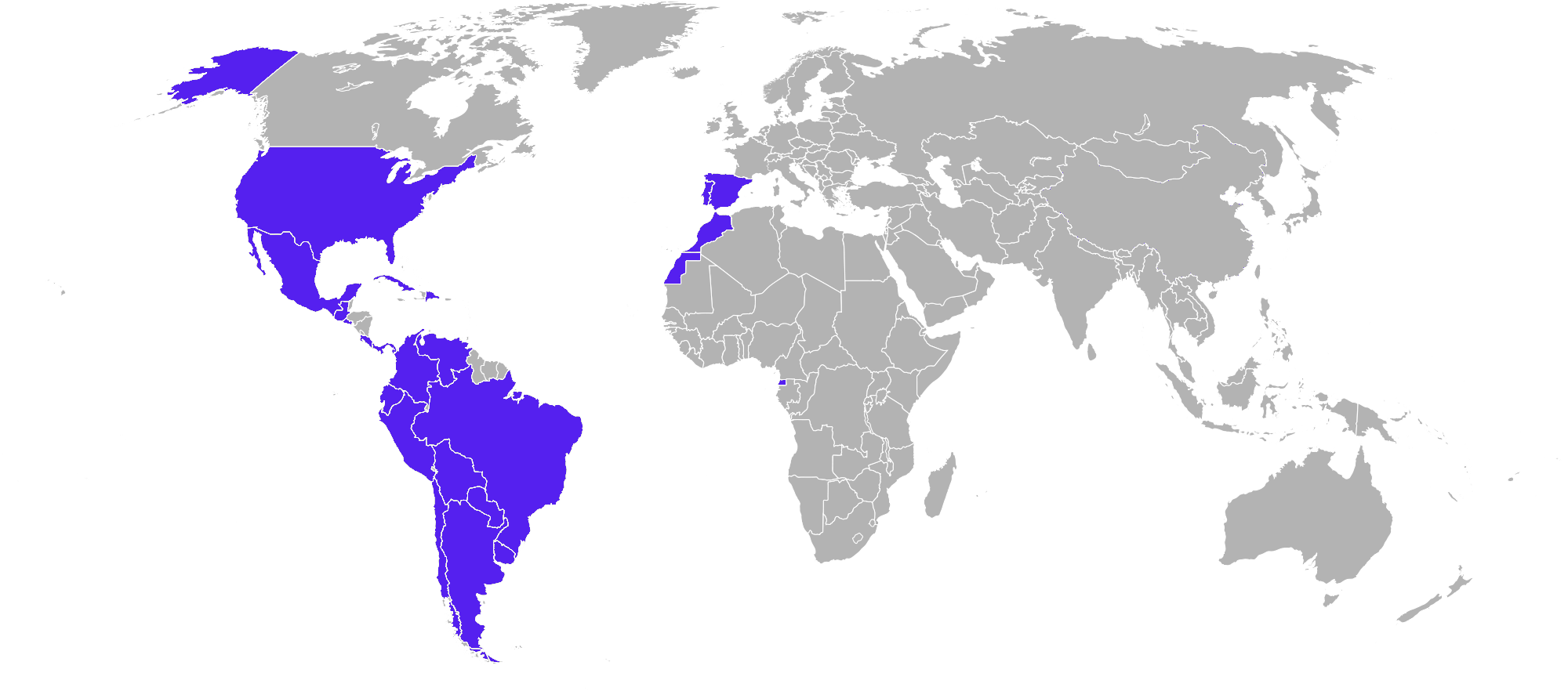
Países representados en la Exposición Iberoamericana.

Concurrieron al certamen los países hispanoamericanos de Argentina, Chile, Guatemala, Uruguay, Perú, Colombia, México, Cuba, República Dominicana (con el pabellón de Santo Domingo) y Venezuela (con un pabellón provisional). En 1912 se incorporó Estados Unidos. En 1922 se incorporó Portugal y en 1926 Brasil.
El Salvador, Panamá, Costa Rica, Bolivia y Ecuador expusieron en las Galerías Americanas, que hoy son almacenes del Puerto de Sevilla en la avenida de la Raza. 
Portugal construyó el pabellón de su país y, cerca del mismo, el pabellón de Macao. El presidente portugués António Óscar de Fragoso Carmona visitó ambos pabellones en 1929.
Desde 1909 se consideró que hubiera pabellones del protectorado de Marruecos y de los territorios españoles de Guinea. La empresa Olivencia y Compañía construyó un recinto, el Barrio Moro, diseñado por el ingeniero Antonio Got. Se accedía por una réplica de la puerta de Tánger en Tetuán, tenía pequeñas tiendas morunas y un bar marroquí con decoración tradicional. El pabellón de Marruecos fue realizado por el arquitecto José Guitérrez Lescura y el experto en arte árabe Mariano Bertuchi. El pabellón de Guinea fue realizado por el arquitecto José Granados de la Vega.
En el ámbito nacional, participaron con sus pabellones las ocho provincias de Andalucía, incluida Huelva, que al principio no estuvo de acuerdo con que Sevilla fuese la sede de la cita. También contaron con pabellones algunas ciudades y regiones españolas como Barcelona, las islas Canarias, Galicia (con su pabellón y la Casa del Cabildo de Santiago), Extremadura, Asturias, Aragón, Murcia, Navarra, Valencia, Provincias vascongadas, Castilla la Nueva, Castilla la Vieja y León.

## Inauguración y otros actos
A partir de agosto de 1928 se montó en los astilleros de Horacio Echeverría, en Cádiz una reconstitución de la Carabela Santa María del primer viaje de Colón bajo la dirección de Julio Guillén Tato que estuvo terminada seis meses después. Fondeó en el Puerto de Sevilla escoltada por una división de la Armada Española y por una flotilla portuguesa. La nave fue anclada en las proximidades del pabellón de la Marina, de modo que se incorporó a la exhibición del propio pabellón.
La inauguración de la exposición tuvo lugar el 9 de mayo de 1929, Día de la Ascensión, con un acto solemne en la Plaza de España donde estuvo presente sobre un gran palco la Familia Real, el Gobierno en Pleno, el presidente de la Asamblea Nacional, la Diputación Provincial, el Ayuntamiento y las representaciones diplomáticas de los países participantes.
Fue acogida con júbilo por la población, aumentando el sentimiento americanista y español. El periódico La Unión del 9 de mayo se expresaba así:

He aquí que veinte pueblos de una raza se reúnen para celebrar sus glorias, para dar fe de su existencia como algo distinto y único en el mundo; para firmar su obra de cinco siglos, la más trascendental que realizó la humanidad. Descuéntese la Redención, que es a la obra de Dios, los hombres no han hecho jamás nada que supere a la obra de España en América, precisamente porque el aliento fundamental es el espíritu del amor y del perdón que nos fue recomendado desde lo alto de la Cruz.

En Sevilla, que es hoy la sede del mundo, Día de la Ascensión. Recojamos el símbolo: ¡Subir, subir!. ¡Volar, volar! ¡Idealidad, Fraternidad!. ¡Sursum corda!. ¡Arriba los corazones!. ¡Viva España!. ¡Viva Portugal!. ¡Viva Hispano-América!. ¡Viva Sevilla!.

Durante el tiempo que duró la muestra, hubo varios congresos: IV Congreso Internacional de Ciudades, Congreso Mariano Hispano-Americano (del 15 al 21 de mayo), Congreso Internacional de Agricultura Tropical y Subtropical del Café, II Congreso Nacional del Comercio Español y de Ultramar y otros.

## Ubicación y pabellones
En el recinto de la exposición se construyeron 117 edificios, de los cuales se conservan 25 (sin contar con los chalés y otras edificaciones pequeñas). Desde 2001 todos los pabellones que se conservan son propiedad del Ayuntamiento de la ciudad, aunque su uso ha sido cedido a diversas entidades
- Todos los pabellones iberoamericanos se situaron en el entorno del parque de María Luisa. Al norte del parque se construyó la Plaza de España, de estilo neoclásico. Al sur del parque se construyó la Plaza de América. Ambas fueron diseñadas por Aníbal González. Tras la muestra, los edificios del entorno de la Plaza de España albergaron diversas sedes estatales, como la Delegación del Gobierno y la Capitanía General. La Plaza de América se edificó sobre el antiguo Huerto de la Mariana. En esta plaza se colocaron tres pabellones españoles que serían permanentes; el pabellón de Industrias y Artes Decorativas, el pabellón de Bellas Artes y el pabellón Real.
- En el entorno del Prado de San Sebastián se edificó el pabellón de Portugal, la glorieta de San Diego y se colocó una estatua a El Cid, donada en 1928.
- Los jardines del palacio de San Telmo, donde se ubicó el Pabellón de Sevilla. Este pabellón tenía un auditorio, que pasó a ser el Teatro Lope de Vega, y un salón anejo que pasó a ser conocido como el Casino de la Exposición.
- El Sector Sur se ubicaron varios conjuntos. En una zona se construyó la plaza de los Conquistadores. Esta albergaba estatuas de algunos conquistadores del siglo XVI y una fuente dedicada a la Hispanidad.[87] En su entorno se encontraban pabellones de las regiones españolas. En otra zona de este sector se construyó una urbanización de chalés, los Hoteles del Guadalquivir. En la actualidad es el barrio de Heliópolis.[54] También se construyó un estadio, que se inauguró el 17 de marzo de 1929.[62] Fue totalmente reformado y en la actualidad es el estadio Benito Villamarín.

En este sector se situó un parque de atracciones que fue desmontado tras la muestra. Entre sus atracciones contaba con un tobogán con una gran plataforma que bajaba hasta un gran lago. El parque de atracciones contaba también con una montaña rusa.

Plano de localización.

El recinto de la muestra contaba con una línea de ferrocarril de cinco quilómetros por la que circulaban cuatro trenes de pequeñas dimensiones. Estos trenes tenían capacidad para 300 ocupantes y siguieron usándose unos años después de la muestra. Los trenes fueron bautizados con los nombres Sevilla, la Pinta, la Niña y la Santa María. Utilizaban locomotoras de vapor tipo Martens’sche Einheitsliliputlok. En los laterales del tren estaban dibujados los escudos de los países participantes. La línea contaba con cinco estaciones: una en la glorieta de Bécquer, dos en el paseo de las Delicias, una el llamado Barrio Moro (en el Sector Sur), una en el parque de atracciones y otra en la Plaza de América. Durante el recorrido pasaba por un túnel por debajo del Monte Gurugú del parque de María Luisa, que aún se conserva. El tren se clausuró durante la II República, tras haber transportado a 523.207 pasajeros y haber recaudado en billetes casi medio millón de pesetas. Los restos abandonados de este ferrocarril fueron vendidos en 1967 como chatarra.

### Pabellones de países

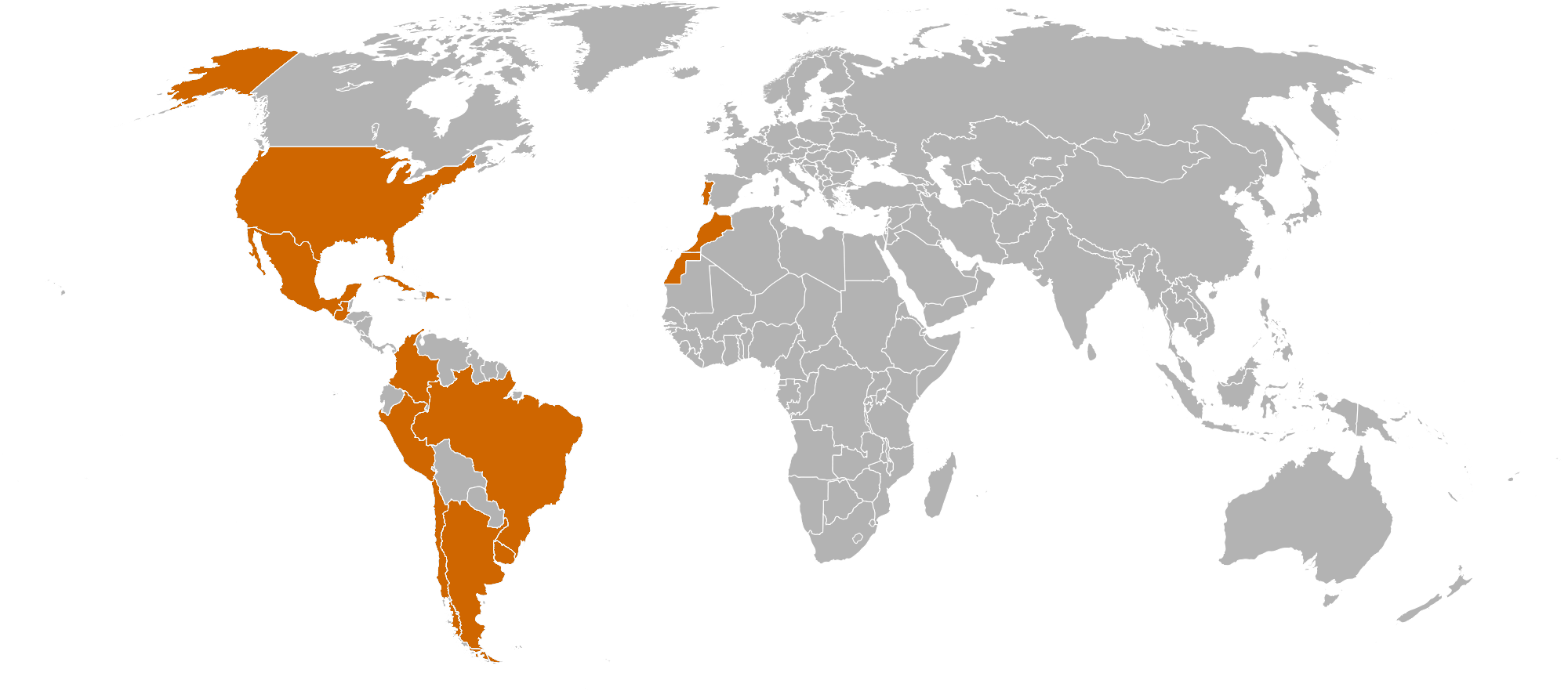
Pabellones de la Exposición Iberoamericana que se conservan.

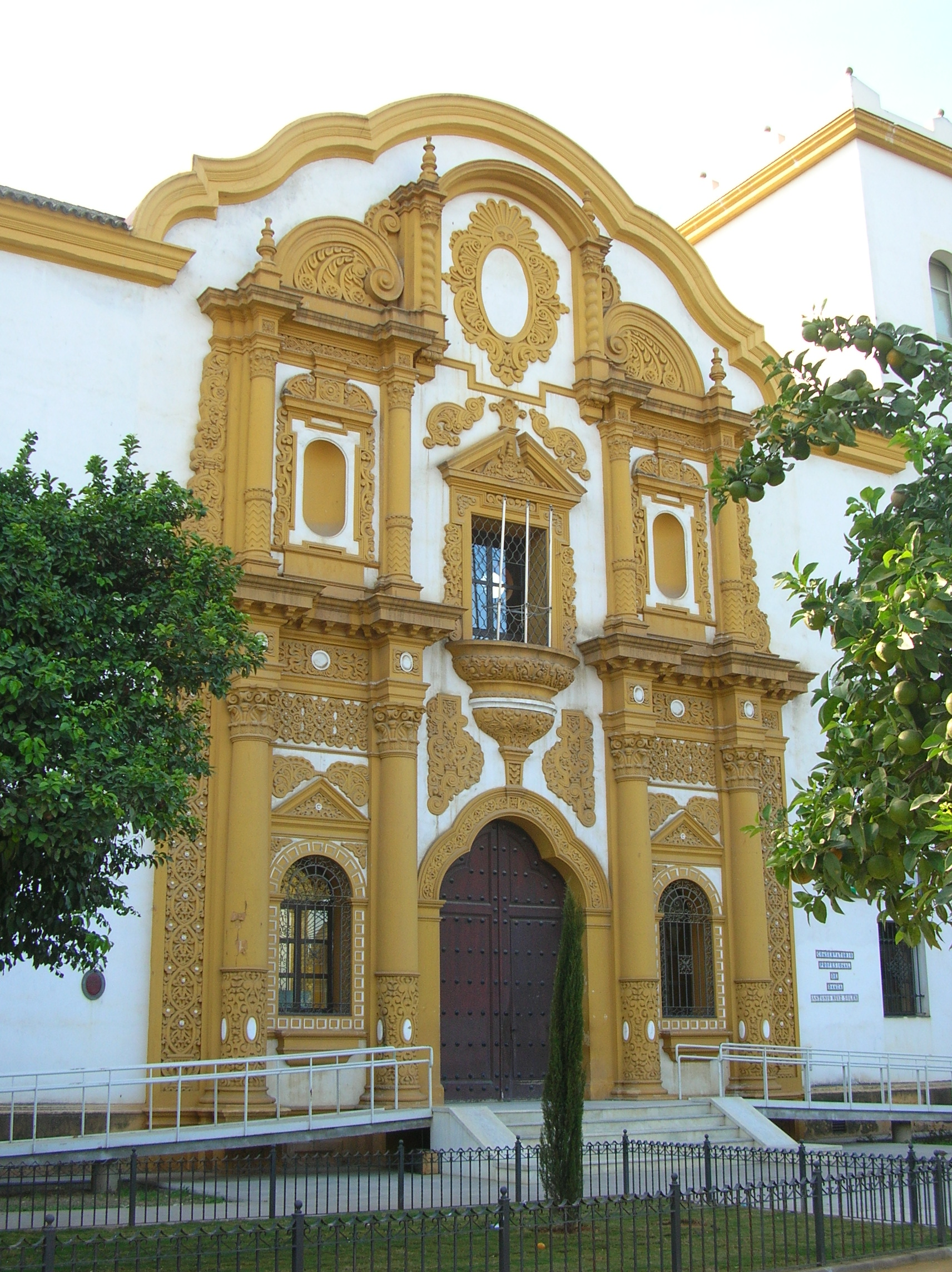
Pabellón de Argentina.

- Pabellón de Argentina: Diseñado por Martín Noel.[90] En la actualidad es el Conservatorio de Danza.
- Pabellón de Chile: Diseñado por Juan Martínez Gutiérrez y Mauricio Cravotto.[91] En la actualidad es la Escuela Superior de Artes.[92]
- Pabellón de Colombia: Diseñado por José Granados de la Vega.[91] En la actualidad es el consulado de Colombia.
- Pabellón de Cuba: Fue diseñado por Evelio Govantes y Félix Cabarrocas. En la actualidad es sede de la Agencia Andaluza de Cooperación Internacional para el Desarrollo.[93]
- Pabellón de Guatemala: Diseñado por Emilio Gómez Flores y José Granados de la Vega.[90] Es empleado por el Conservatorio de Danza.
- Pabellón de Brasil. En la actualidad es un edificio de la Universidad de Sevilla.[85]
- Pabellón de Estados Unidos: Diseñado por William Templeton Johnson.[90] En la actualidad es un museo de arte contemporáneo de la Fundación Valentín Madariaga.
- Pabellón de México: Diseñado por Manuel María Amábilis Domínguez.[90] En la actualidad es un edificio de la Universidad de Sevilla.[85]
- Pabellón de Perú: Diseñado por Manuel Piqueras Cotolí.[90] En la actualidad tiene un uso compartido, siendo la sede del Museo Casa de la Ciencia de Sevilla  —anteriormente lo era de la Estación Biológica de Doñana— del Consejo Superior de Investigaciones Científicas (CSIC), y también es la sede del Consulado de Perú.[85]
- Pabellón de Portugal: Fue diseñado por Carlos y Guilherme Rebelo de Andrade. En la actualidad es el consulado de Portugal.[85]
- Pabellón de Santo Domingo: Diseñado por Martín Gallart y Canti.[94] En la actualidad es un edificio municipal.
- Pabellón de Uruguay: Diseñado por Antonio Mauricio Cravotto. En la actualidad es un inmueble de la Universidad de Sevilla.[90]
- Pabellón de Venezuela: Edificio provisional diseñado por Germán de Falla.[91]

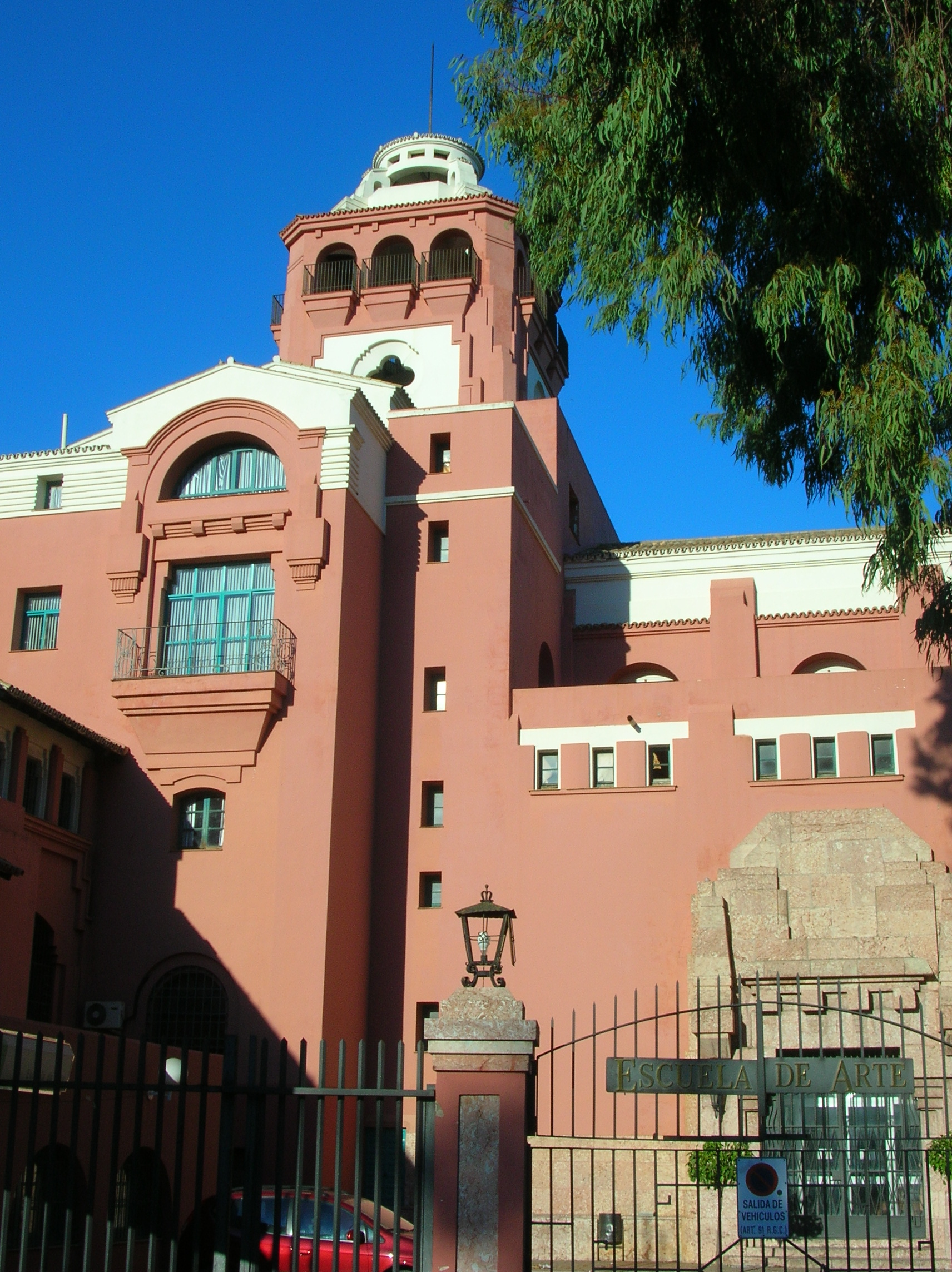
Pabellón de Chile.

### Otros pabellones e instalaciones
- Pabellón Mudéjar: Diseñado por Aníbal González. Es sede del Museo de Artes y Costumbres Populares.[90]
- Pabellón Real: Diseñado por Aníbal González.[90] Alberga oficinas municipales.
- Pabellón de Bellas Artes: Diseñado por Aníbal González. Es sede del Museo Arqueológico Provincial.[90]
- Pabellón Domecq: Fue diseñado por Aurelio Gómez Millán. Es sede de las Juventudes Musicales.[95]
- Pabellón de Sevilla: Su auditorio es actualmente el teatro Lope de Vega. El salón que hay junto a él es un espacio municipal conocido como el Casino de la Exposición.[96]
- Pabellón de la Información: En la actualidad es el restaurante La Raza.[85]
- Pabellón de la Prensa: Diseñado por Vicente Traver. En la actualidad es el Colegio Público España.[85]
- Pabellón de Marruecos: Diseñado por José Gutiérrez Lescura.[82] En la actualidad es la sede del Servicio Municipal de Parques y Jardines.[90]
- Pabellón de Telefónica: Diseñado por Juan Talavera y Heredia. En la actualidad es la sede de la Escuela de Jardinería y Centro de Estudios Medioambientales Joaquín Romero Murube.
- Pabellón del Ministerio de Marina: Diseñado por Vicente Traver. En la actualidad es la Comandancia de Marina.
- Hotel Alfonso XIII: Diseñado por José Espiau y Muñoz y Francisco Urcola Lazcanotegui. Sigue siendo un hotel de cinco estrellas.
- Galerías Americanas: En la actualidad son naves del puerto.
- Pabellones de las regiones españolas: De estos pabellones solamente se han conservado dos vestigios; el pabellón Vasco, que en la actualidad es el Centro Regional de Oncología del hospital Duques del Infantado, y una torre del pabellón de Córdoba en la avenida Reina Mercedes.[97]

## Oferta hotelera
El Comité Ejecutivo convocó en 1916 un concurso para la realización del Gran Hotel Alfonso XIII. Finalmente, el Comité optó por un proyecto presentado por José Espiau y Muñoz y Francisco Urcola Lazcanotegui. Urcola solamente hizo el anteproyecto y los planos y la dirección de las obras estuvieron a cargo de Espiau.
El hotel Majestic, diseñado por José Miguel de la Quadra-Salcedo, fue construido entre 1927 y 1929. En 1941 cambió su denominación a hotel Colón.
Junto a la Puerta de Jerez se levantó el hotel Cristina, de 400 habitaciones. Su diseño correspondió a Modesto López. Fue derribado en los años 70 del pasado siglo y reconstruido en los 80 para servir de bloque de viviendas, con una fachada similar.
El arquitecto Espiau y Muñoz diseñó el Gran Garage Hotel en la plaza del Sacrificio, para que los visitantes tuviesen donde dejar sus vehículos.
El Palace Hotel Eritaña, diseñado por Gabriel Lupiáñez Gely, tenía 500 habitaciones. En la actualidad es un cuartel de la Guardia Civil.
El American Palace, diseñado por Fernando Guerrero Strachan, tenía 639 habitaciones. Se edificó pensando en que se convertiría posteriormente en un bloque de pisos. En la actualidad es un bloque residencial que conserva la fachada original.
En el Sector Sur se construyó una urbanización de chalés llamados Hoteles del Guadalquivir, de estilo regionalista andaluz. Este conjunto de chalés tenía capacidad para 5000 residentes en 390 casas. Hoy es el barrio Heliópolis.
Se han calculado 158 914 viajeros extranjeros alojados en hoteles en 1929, lo que supondría un incremento del 126% con respecto a 1928.

## Galería de imágenes

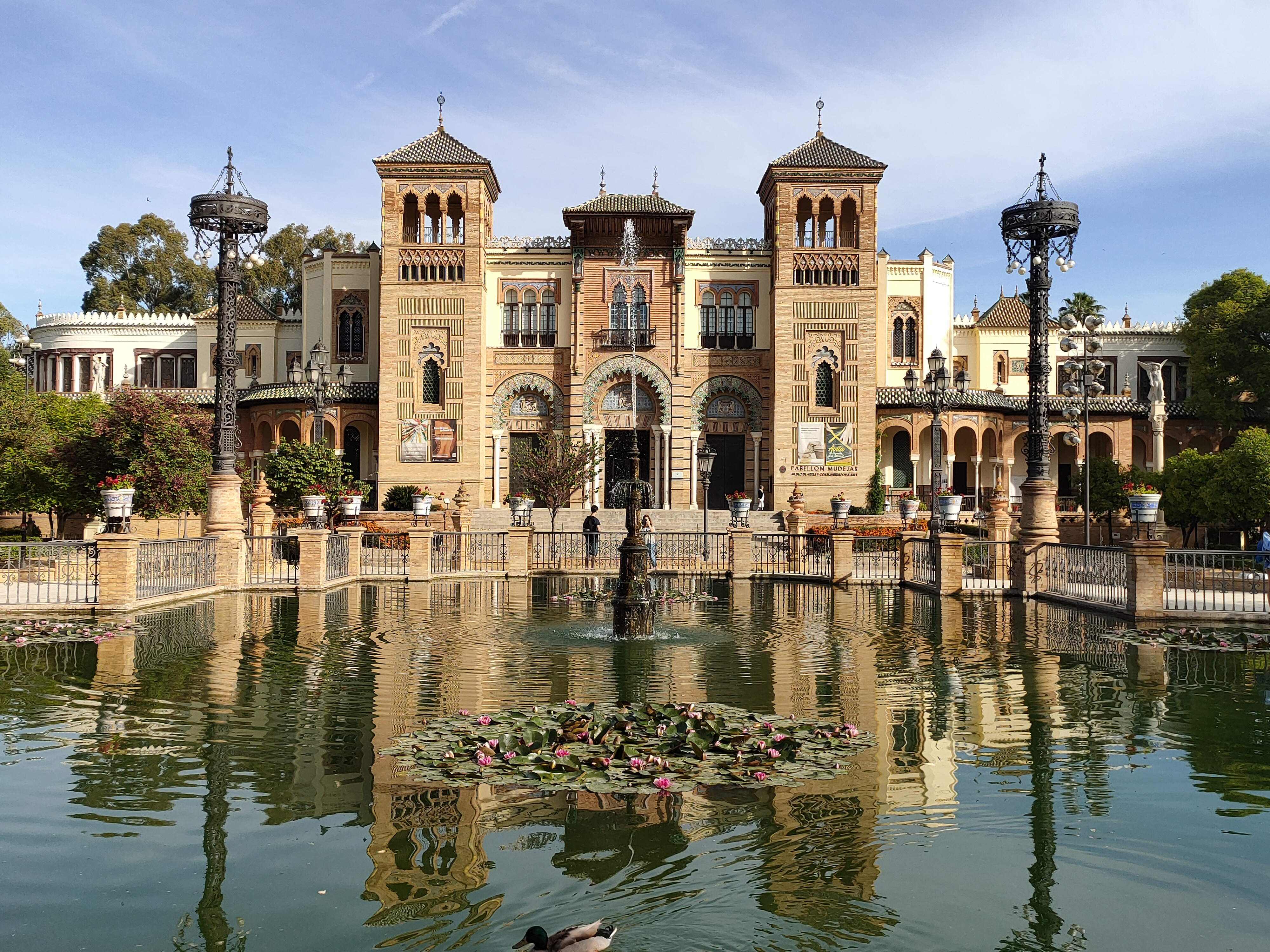
Pabellón Mudéjar.
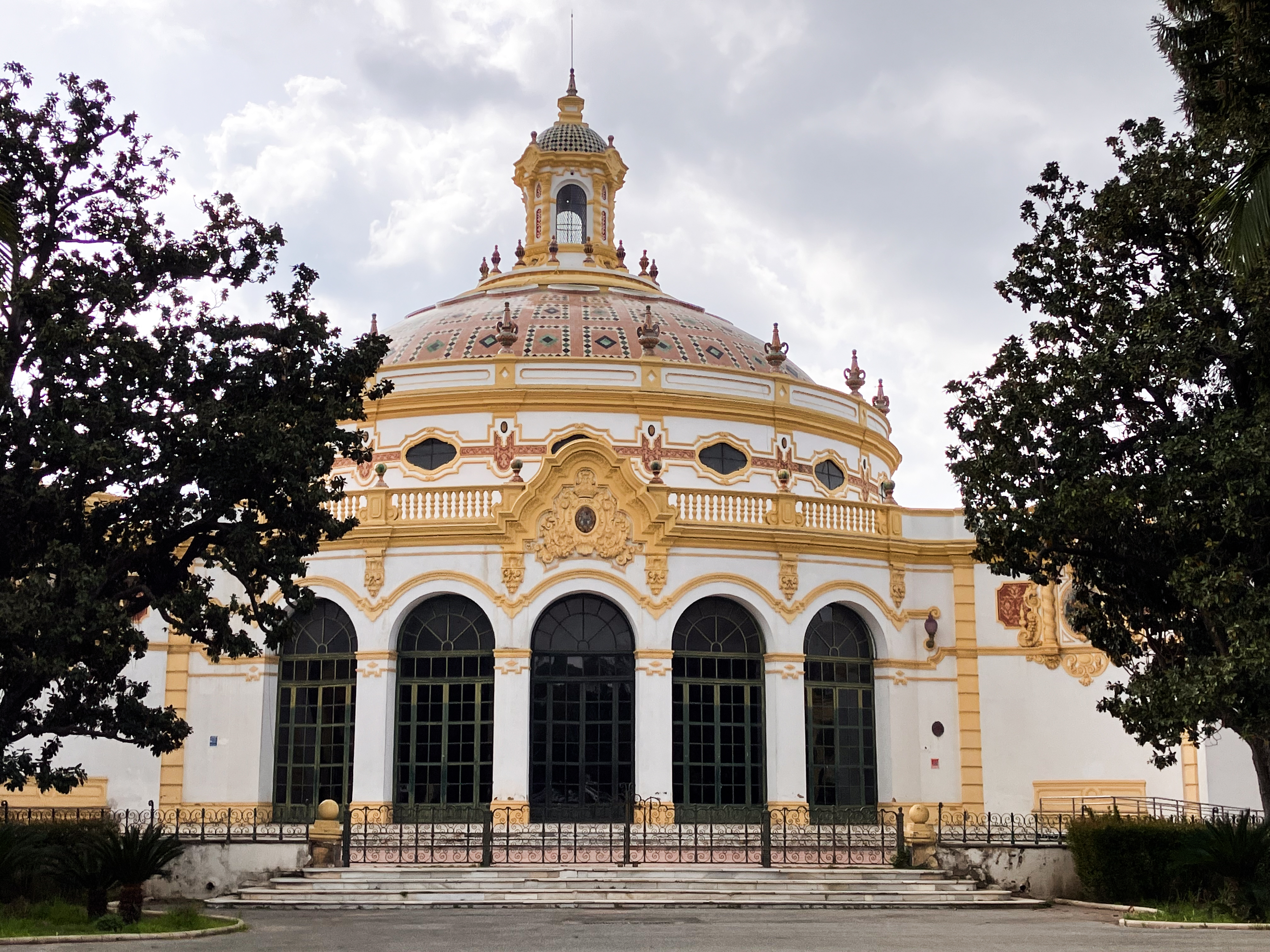
Casino de la Exposición.
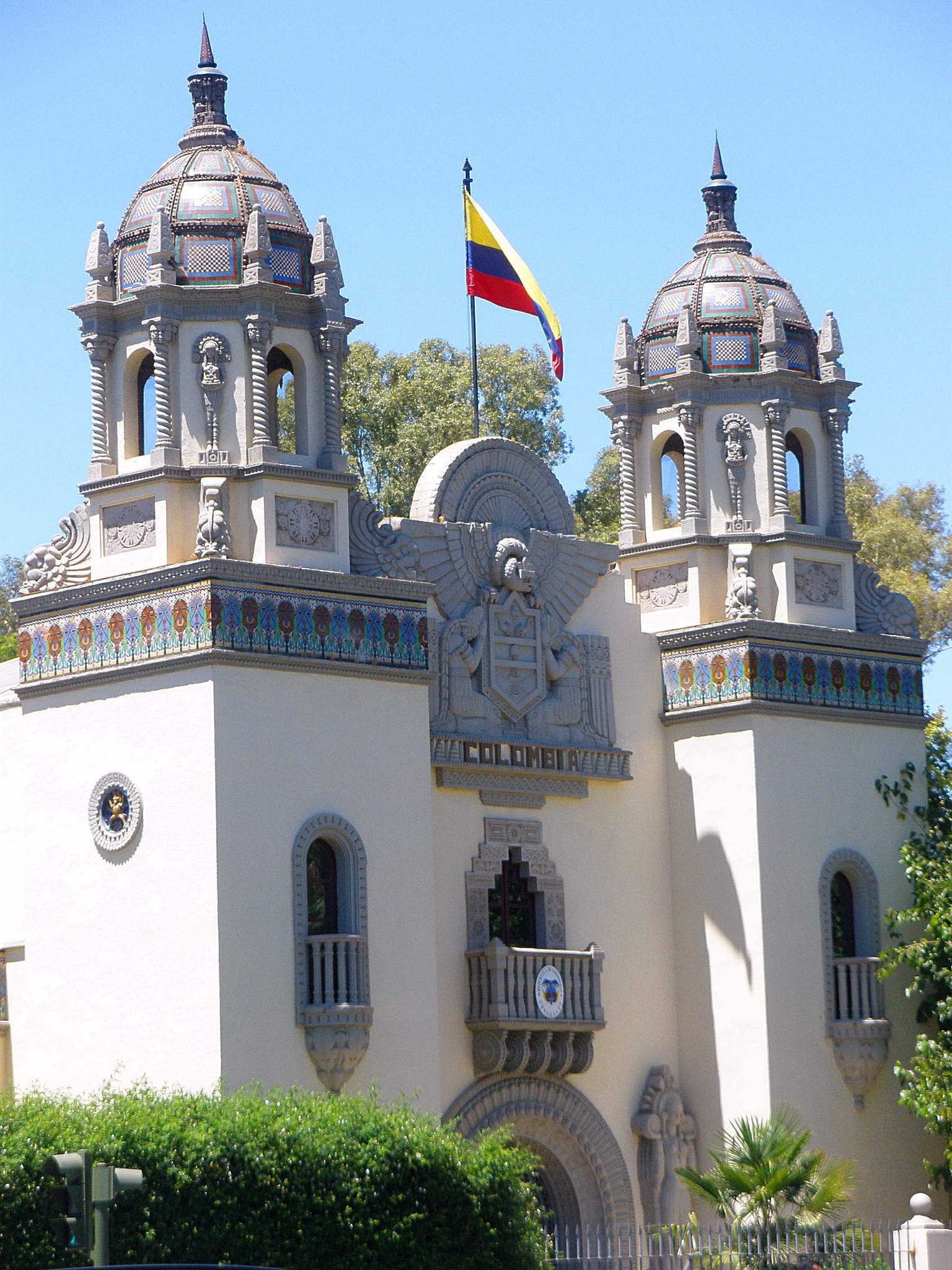
Pabellón de Colombia.
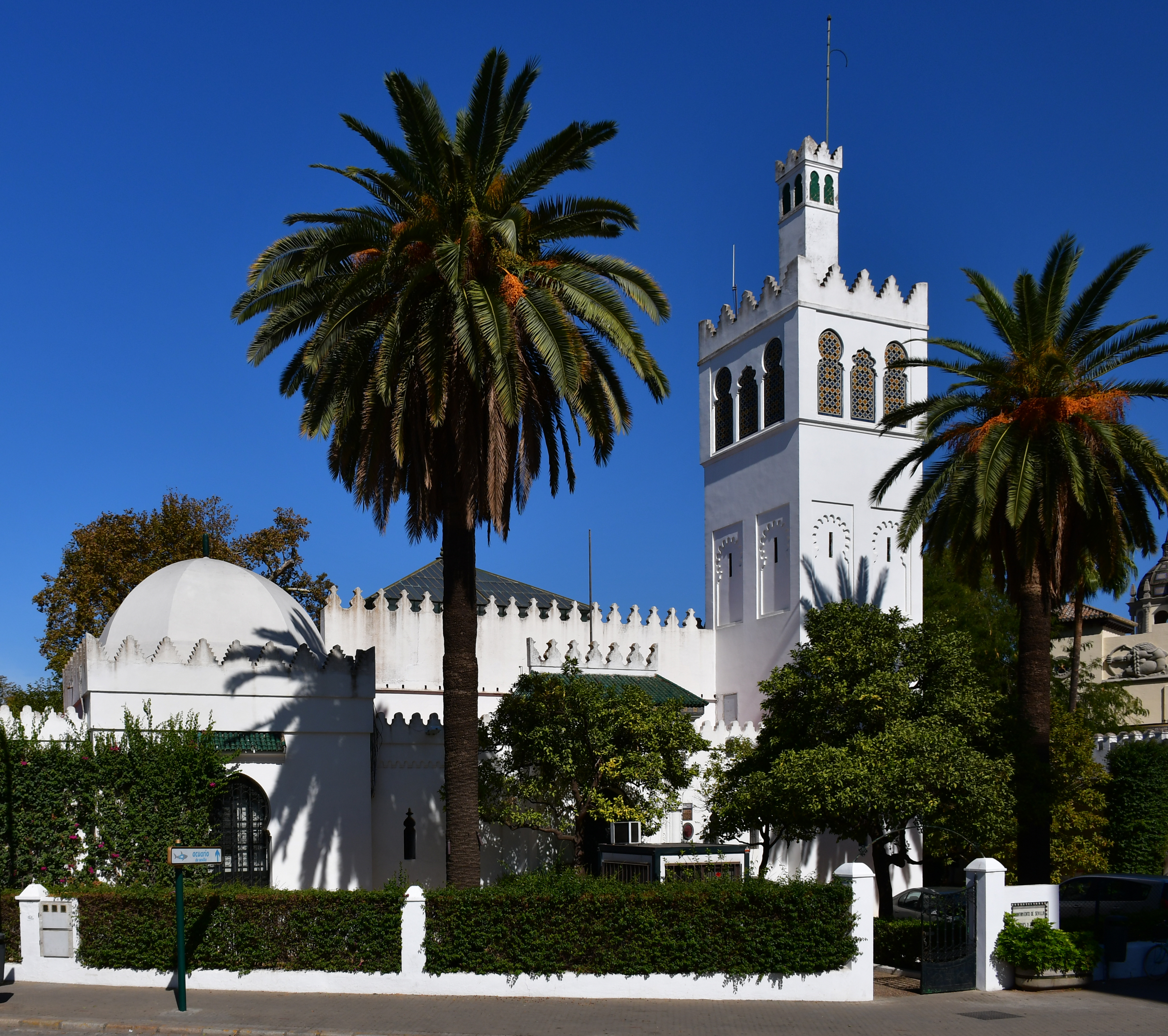
Pabellón de Marruecos.
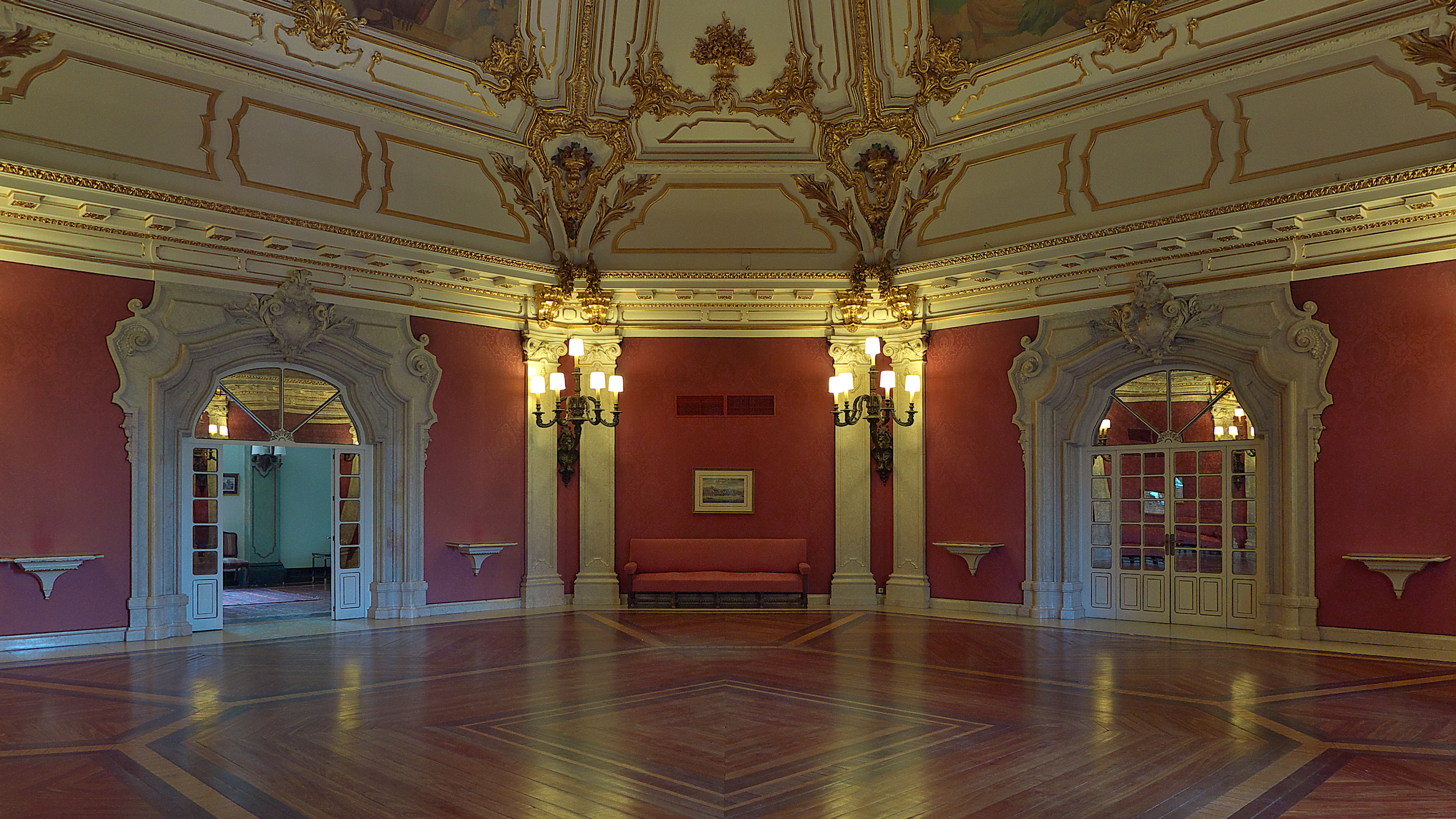
Pabellón de Portugal. Salón noble.
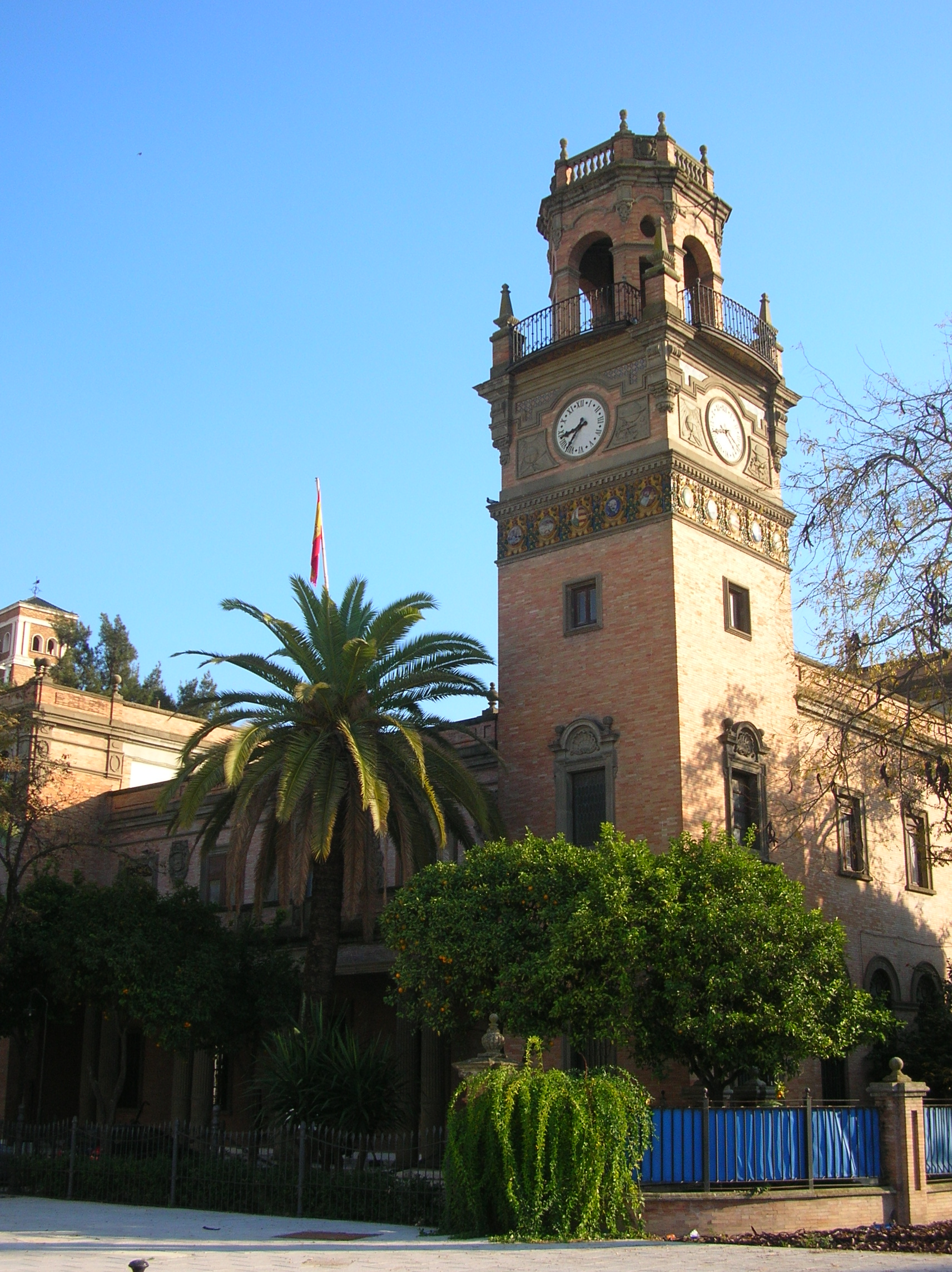
Pabellón del Ministerio de Marina.
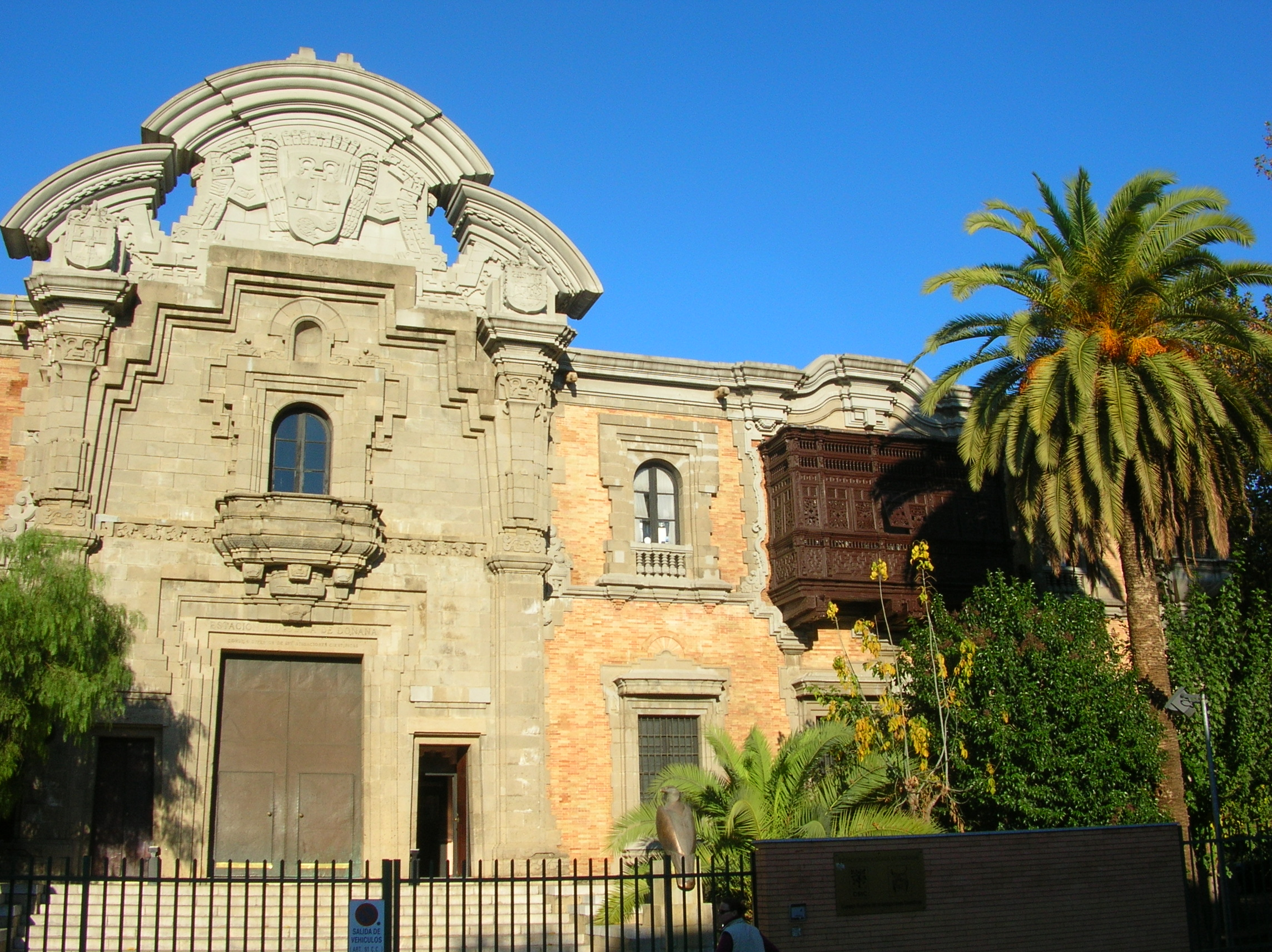
Pabellón de Perú.
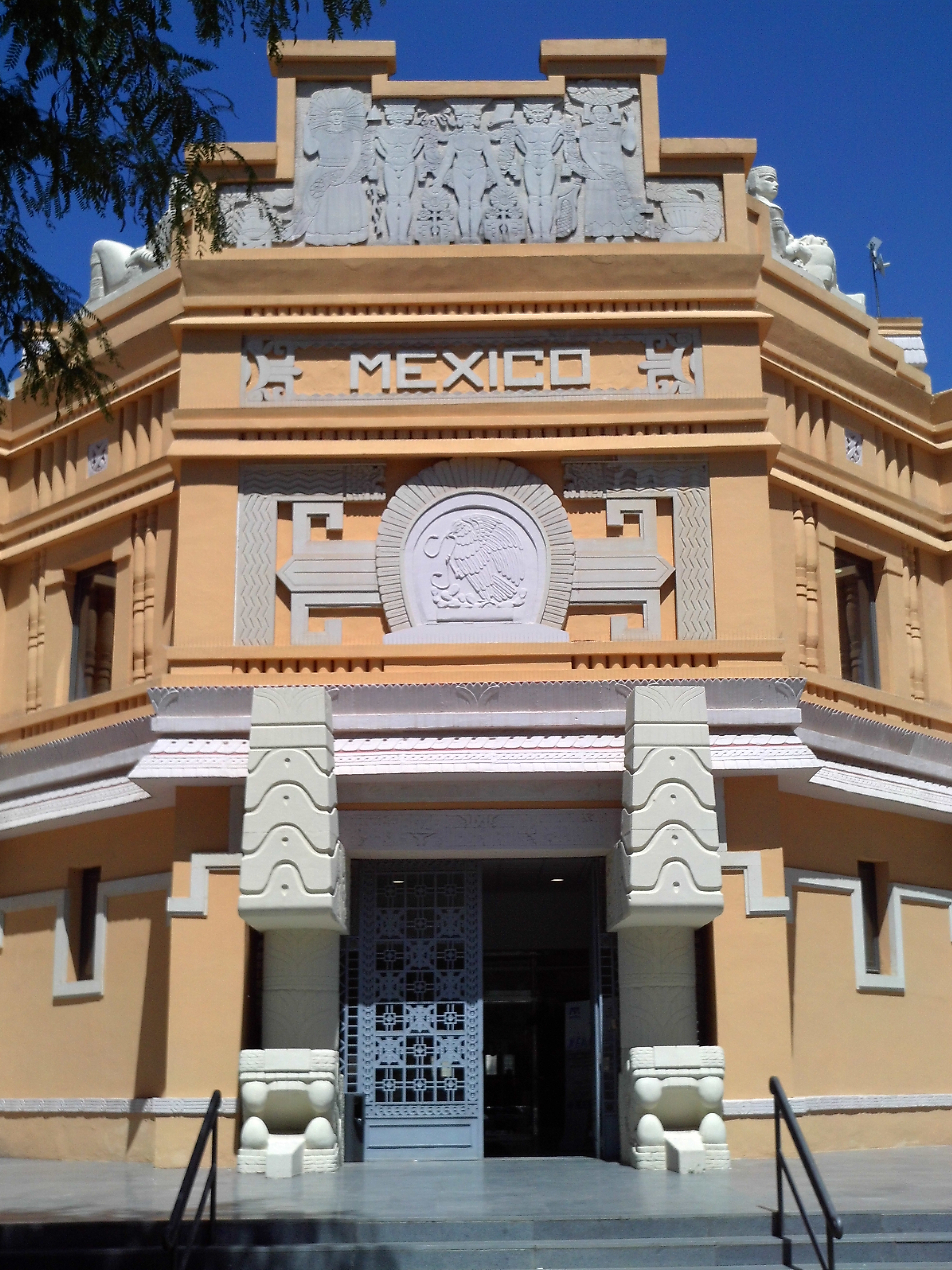
Pabellón de México.
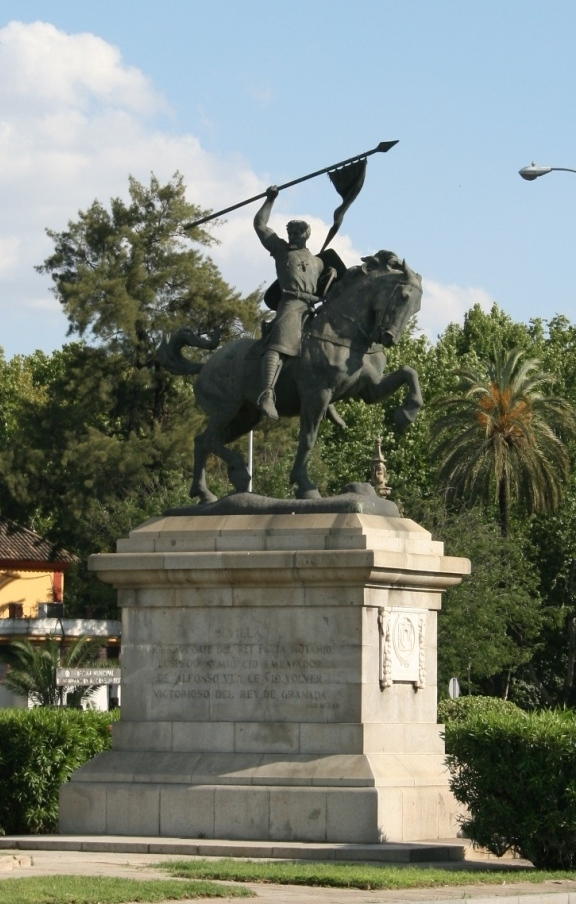
Estatua de El Cid Campeador de Anna Huntington, de 1928.
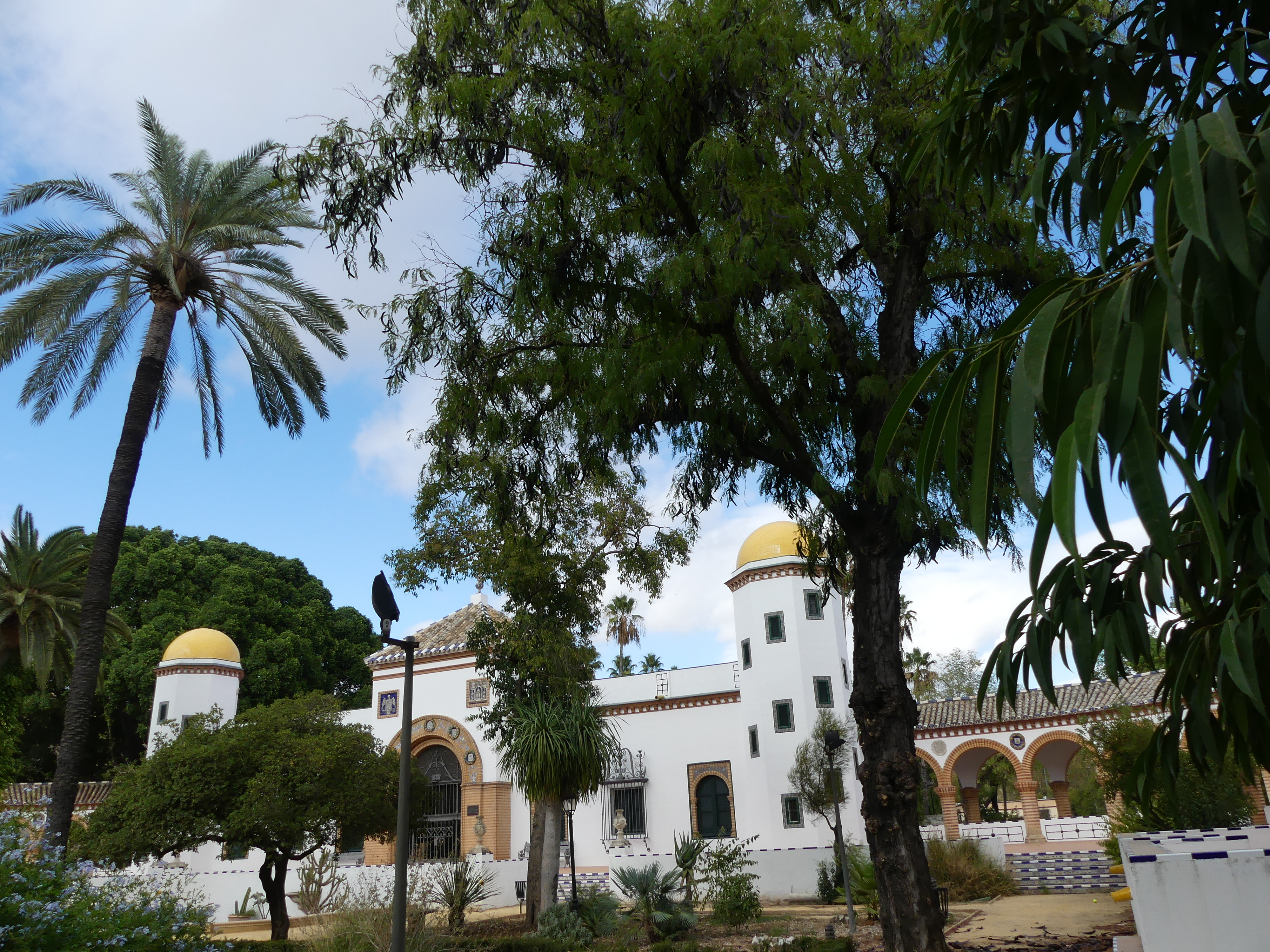
Pabellón de Telefónica.